# Mughiphantes martensi
Mughiphantes martensi là một loài nhện trong họ Linyphiidae.
Loài này thuộc chi Mughiphantes. Mughiphantes martensi được Andrei V. Tanasevitch miêu tả năm 2006.